# 232 T Nord 3.871 à 3.884 ex-ROD
Les Baltic 3.871 à 3.884 étaient des locomotives à vapeur de disposition d'essieux 232T construites pour le réseau néerlandais et réquisitionnées par l'armée britannique lors de la Première Guerre mondiale. Après la guerre, elles poursuivent leur carrière au Nord puis à la SNCF.

## Genèse

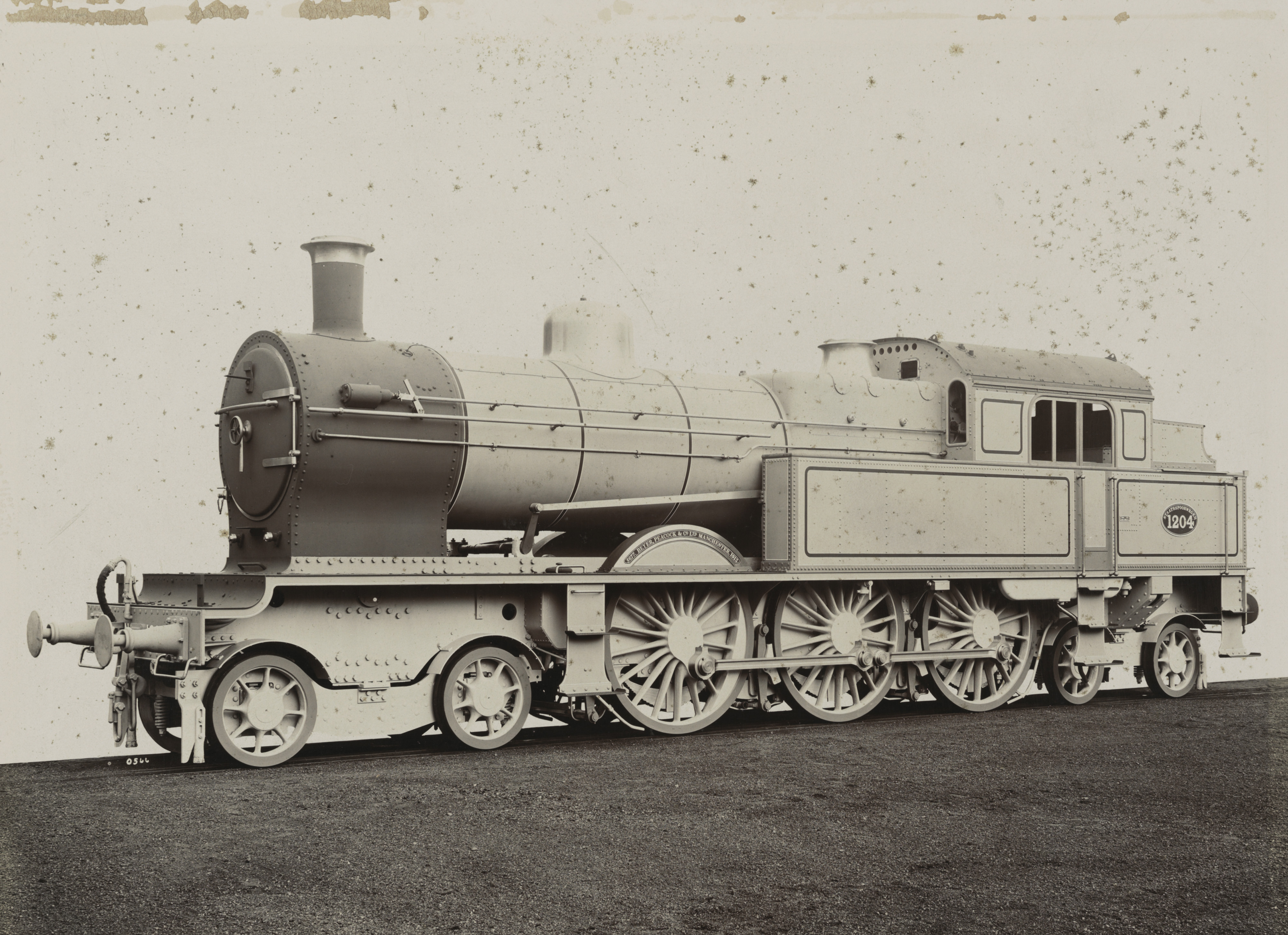
232T n°1204 des Staatsspoorwegen hollandais.

Ces machines ont été commandées par le réseau néerlandais Staatsspoorwegen (SS) afin de remorquer des trains rapides sur de courtes distances ainsi que des trains de voyageurs lourds à arrêts fréquents. Les Staatsspoorwegen ont fait le choix de dériver une locomotive-tender de leurs Ten Wheel série 700 mais, à cause des soutes à eau et à charbon, le poids à l'essieu d'une telle machine aurait dépassé la valeur limite de 16 t alors en vigueur. Une solution sera trouvée en utilisant deux cylindres au lieu de quatre, ne conservant que la distribution intérieure.
La commande est notifiée à la société britannique Beyer-Peacock Ltd en 1913 pour la fourniture de 40 locomotives qui seront immatriculés dans la série 1200. Un total de 26 locomotives sont effectivement livrées de 1913 à 1916 aux Pays-Bas, restés neutres durant le conflit, mais 14 machines sont réquisitionnées en compagnie d'autres locomotives destinées à l'exportation. Appartenant sur papier aux troupes du génie britannique, ces locomotives numérotées de 1 à 15 (sans le numéro 13) sont exploitées par le ROD (Railway Operating Division) pour la traction des trains de matériel militaire dans le Nord de la France où opère l'armée britannique.

## Caractéristiques
Ces machines disposent d'un moteur à simple expansion à deux cylindres, disposés intérieurement aux longerons du châssis, tout comme la distribution attaquant le premier essieu moteur. Comme sur les série 3700, le foyer est de type « Belpaire » et l'échappement était fixe avec une cheminée de type « PO ». La porte de la boîte à fumée d'origine est remplacée en cours de carrière par une de type « Nord ». Les deux bogies sont non freinés et différents d'entraxe, avec déplacement latéral de ±65 mm. Les soutes à eau sont réparties en trois positions : deux latérales et une en forme de U sous la hotte à combustible à l'arrière de la cabine. Comme de nombreuses locomotives hollandaises de l'époque, leur aspect est typiquement britannique avec un faible nombre de conduites et appareillages apparents.

## Utilisation et Service
La Compagnie des chemins de fer du Nord ayant remarqué la bonne tenue, le faible coût d'entretien et les bonnes performances de ces machines se porte acquéreur de ces 14 locomotives à la fin de la Première Guerre mondiale. Cette acquisition vise à améliorer le parc de traction des trains de banlieue. Elles sont immatriculées : 3.871 à 3.884 et affectées au dépôt de Creil dans le roulement des 232 T Nord 3.801 à 3.865 (futures : 2-232 TA 1 à 65 ). Leurs prestations sont sans failles, hormis quelques échauffements dans le mécanisme intérieur dû à des fuites d'eau au niveau des soutes à eau.
En 1933 elles commencent à subir la concurrence des 141 T Nord 4.1201 à 4.1272 (futures : 2-141 TC 1 à 72 ) et sont dès lors mutées vers les dépôts de Lille-Fives et de Tourcoing.
À la formation de la SNCF, en 1938, elles sont ré-immatriculées : 2-232 TB 1 à 14 et aucune machine n'est prélevée par l'occupant pendant la Seconde Guerre mondiale. Seule la 2-232 TB 10, gravement avariée, est radiée. 
Elles connurent les dépôts de Douai, Saint-Omer, Dunkerque, Saint-Pol, Lille-La-Délivrance, Somain et Hazebrouck, dépôt où elles ne sont utilisées seulement pour des services sur de courtes distances, des navettes et dessertes secondaires.
La fin de la série débute en 1946 avec la réforme des 2-232 TB 3 et 14 et s’achève avec la réforme de la 2-232 TB 5 en 1954.
Elles furent affublées du surnom : « Les Hollandaises » par les cheminots du Nord.
Sur le réseau des chemins de fer néerlandais (Staatssporwegen) les locomotives furent numérotées entre 1201 à 1240 avec des lacunes. À la suite du changement de raison sociale consécutif à sa fusion avec la HSM, devenant ainsi les NS en 1937, les locomotives furent réimmatriculées 6001 à 6026. Les dernières achèvent leur carrière en 1957. À noter que grâce au renforcement des infrastructures, les chemins de fer hollandais ont pu construire en 1929 dix locomotives de la NS série 6100 qui, avec leurs quatre cylindres, sont une véritable version tenderisée des 3700.